# Vorurteil
Ein Vorurteil (juristisch-philosophisch auch: Vorverständnis) ist ein Urteil, das einer Person, einer Gruppe, einem Sachverhalt oder einer Situation ohne eine gründliche und umfassende Untersuchung, Abklärung und Abwägung zuteilwird. Es gibt negative und positive Vorurteile. Meist ist „Vorurteil“ negativ gemeint und wird auch so verstanden, wenn nicht ausdrücklich „positiv“ als Eigenschaft vorangestellt wird. Vorurteile gibt es in allen Gesellschaften und allen gesellschaftlichen Gruppen, Klassen und Schichten mehr oder weniger ausgeprägt. Mit der kritischen Erforschung von Vorurteilen befasst sich die wissenschaftliche Vorurteilsforschung.

## Allgemeines

### Definitionen
Eine bekannte Definition des Vorurteils stammt von Gordon Allport (Sozialpsychologe) aus seiner Arbeit Die Natur des Vorurteils (englisch The nature of prejudice) von 1954. „Vorurteile sind Urteile ohne ausreichende Beweise.“ Nach ihm hat es die beiden Komponenten Einstellung und Überzeugung und äußert sich bei zunehmender Stärke in den Stufen Verleumdung, Kontaktvermeidung, Diskriminierung, körperliche Gewalt, Vernichtung (siehe Allport-Skala).
Die Definition von Werner Bergmann lautet: „Im Alltagsverständnis gebrauchen wir den Begriff Vorurteil, um ausgeprägte positive und negative Urteile oder Einstellungen eines Mitmenschen über ein Vorurteilsobjekt zu bezeichnen, wenn wir sie für nicht realitätsgerecht halten und der Betreffende trotz Gegenargumenten nicht von seiner Meinung abrückt. Da Urteile zumeist nur die Sichtweise des Betreffenden wiedergeben und Urteile fast immer gewisse Verallgemeinerungen enthalten, sind in jedem Urteil Momente des Vorurteilshaften zu finden.“
Das Vorurteil hat viele Eigenschaften mit dem Stereotyp gemeinsam. Vorurteile gehören wahrscheinlich zur psychischen Ökonomie. Das mentale Operieren mit Stereotypen vereinfacht, entlastet in einer reizüberflutenden Informationsfülle.
Menschen ändern ihre Einstellungen am wahrscheinlichsten, wenn sie sonst Nachteile oder zumindest weniger Vorteile erleiden. Zum Beispiel kann ein Mensch das Vorurteil „moderne Kunst ist elitär“ sein Leben lang ohne Nachteile aufrechterhalten, es sei denn, jemand grenzt ihn deswegen aus.
Nach der Idolenlehre von Francis Bacon von 1620 lassen sich Einschränkungen in der Urteilsfähigkeit als Vorurteile definieren.

### Kritische Betrachtung des Vorurteils
Historisch bedeutsam kritisierte die Frühaufklärung durch Vorurteile getrübtes Denken. So forderte der Aufklärer Christian Thomasius dazu auf, überkommene Urteile und Denkweisen eigenständig zu prüfen und gegebenenfalls abzulegen. Hierin wurzelt der spätere Wahlspruch der Aufklärung: „Wage es, dich deines eigenen Verstandes zu bedienen“ (Sapere aude). Die Gattungen, in die Vorurteile eingeteilt wurden, wiesen auf verschiedene Ursachen fehlerhaften Urteilens.
Der aktuelle, umgangssprachliche Begriff des Vorurteils schließt daran an. Propaganda, Werbung usw. stiften ihn nichtsdestoweniger auch aktiv.

### Rehabilitierung des Vorurteils
Hans-Georg Gadamer sah in der aufklärerischen Philosophie eine Diskreditierung des Vorurteils durch die Ablehnung von Autorität und Tradition:
Es gibt nämlich sehr wohl auch ein Vorurteil der Aufklärung, das ihr Wesen trägt und bestimmt: Dies grundlegende Vorurteil der Aufklärung ist das Vorurteil gegen die Vorurteile überhaupt und damit die Entmachtung der Überlieferung.
Indem Gadamer den antiken hermeneutischen Zirkel weiterentwickelt, ist das Vorurteil hier neutral, da jeglicher Sachverhalt (sei es ein Text) mit der Vormeinung des Subjekts abgeglichen wird, welche sich empirisch konstituiert aufgrund der Erfahrungen und der Tradition, in der es steht. Nachdem neue Erfahrungen gesammelt wurden, werden die Vormeinungen oder Vorurteile des Subjekts damit abgeglichen und folglich werden sie zu einem Urteil aus besagtem Sachverhalt und Vorurteil; analog zur Hegelschen Dialektik: Synthese aus These und Antithese. Somit ist das Vorurteil nach Gadamer losgelöst von positiven oder negativen Wertungen.
Nach Josef Esser ist die juristische Methodenlehre dem Richter weder Hilfe noch Kontrolle. Der Richter benutze sie nur, um die nach seinem Vorverständnis gefundene und als richtig erachtete Entscheidung lege artis zu begründen. Esser unterscheidet zwischen der vorverständnishaften Findung und der methodengerechten Begründung einer Entscheidung. Die nachträgliche Begründung stelle nur die plausible Legitimation der vorangegangenen Entscheidung nach außen dar. Zur Begründung wähle der Richter eine Auslegungsmethode, die sich für den Nachweis der Vereinbarkeit seiner Entscheidung mit dem gesetzten Recht als zweckdienlich erweise.

## Arten der Vorurteile

### Positive und negative Vorurteile
„Das negative Vorurteil ist mit dem positiven eins. Sie sind zwei Seiten einer Sache“, so formuliert es Max Horkheimer in seinem Aufsatz Über das Vorurteil. Vorurteile werden heute meist per se als negativ empfunden: Wenn in Debatten über Vorurteile gestritten wird, geht es fast ausschließlich um negative Vorurteile. Wie entscheidend Vorurteile für das tägliche Überleben sind, gerate darüber in Vergessenheit. Der moderne Alltag sei ohne Vorurteile nicht zu bewältigen. Horkheimer erklärt: „Im Dschungel der Zivilisation reichen angeborene Instinkte noch weniger aus als im Urwald. Ohne die Maschinerie der Vorurteile könnte einer nicht über die Straße gehen, geschweige denn einen Kunden bedienen.“ Alle Eigenschaften, die dazu führen, dass negative Vorurteile kritisch gesehen werden, bergen umgekehrt positive Folgen. Der von Albert Einstein überlieferte Satz „Ein Vorurteil ist schwerer zu spalten als ein Atom“ birgt bezüglich der sozialen Orientierung eine entscheidende Hilfestellung. Jedes Individuum hat den Wunsch, die Welt zu beurteilen, sein Ge- oder Missfallen an den Geschehnissen auszudrücken – dies ist ohne Vorurteile ein unmögliches Unterfangen. Oft sind kollektive Vorurteile das Ergebnis historisch gewachsener Interpretationsmuster, eine „normale“ Vereinfachung, um die Vielfalt der sozialen Wirklichkeit irgendwie zu bündeln.
Positive Vorurteile spielen eine entscheidende Rolle im Wirtschaftsleben, denn positive Vorurteile über z. B. eine Marke oder ein Produkt sind entscheidend für jedes Unternehmen, das langfristig und wirtschaftlich erfolgreich am Markt existiert oder existieren will: Ein VW Golf ist besonders zuverlässig, ein Fahrzeug von Alfa Romeo ist sportlich, bei ALDI kann billig eingekauft werden oder die Deutsche Lufthansa ist eine pünktliche und sichere Fluggesellschaft. Der Aufbau und die Führung von Marken erfordern den behutsamen und sensiblen Umgang mit existierenden Vorurteilen, damit das Vertrauen in ein solches Marken-Vorurteil in der Kundschaft nicht erschüttert wird. Oft wurden solche „positiven Vorurteile“ über viele Jahrzehnte aufgebaut, d. h., das Unternehmen hat kontinuierlich eine Produktleistung erbracht und auf diese Weise es geschafft, sich einen guten Ruf oder ein positives Vorurteil aufzubauen. Die sozialen Mechanismen, die zu negativen Vorurteilen führen, funktionieren auch auf dem umgekehrten Wege – mit, wirtschaftlich gesehen, äußerst positiven Folgen. Markensoziologisch betrachtet ist eine Marke in erster Linie ein von vielen Menschen geteiltes positives Vorurteil über eine Produktleistung. Diese Leistung ist mit einem Namen verkoppelt.

### Aufwertende Vorurteile
Vorurteile sind nicht notwendigerweise abwertend. Zu den aufwertenden Vorurteilen können die Sicht Verliebter auf Geliebte, der Blick auf die eigenen Kinder oder die eigene Nation oder das Vertrauen eines kleinen Kindes in die unbegrenzten Fähigkeiten und Kräfte der Eltern gezählt werden. Auch Mythen, die sich um bestimmte Gegenstände, Sachverhalte oder Personen ranken, können als positive (manchmal auch negative) Vorurteile betrachtet werden, welche die Basis für Verehrung oder für Fanrituale bilden.

### Abwertende Vorurteile
Vorurteile sind jedoch oft negative oder ablehnende Einstellungen gegenüber einem Menschen, einer Menschengruppe, einer Stadt oder Gemeinde, einer Nation oder generell einem Sachverhalt. Vorurteilsbildung wird als „Übergeneralisierung“ interpretiert, bei der unzulässigerweise von einzelnen Eigenschaften eines Individuums auf Eigenschaften aller Individuen einer Gruppe geschlossen wird. Vorurteile besitzen einen emotionalen Gehalt und treten als deutliche, stereotype Überzeugungen auf. Sie implizieren oft negative Gefühle und Handlungstendenzen und können zu Intoleranz und Diskriminierung führen.
Abwertende Vorurteile aufgrund von ethnischen Merkmalen werden Ethnophaulismen genannt. Sie treffen vor allem Menschen, die benachteiligt werden und dienen oftmals dazu, Ungerechtigkeiten zu legitimieren.
Beispiele
- Soldaten sind lediglich für Kriege (und damit zum Töten feindlicher Menschen) zuständig. Siehe Soldaten sind Mörder.
- Bankkaufleute haben es nur auf das Geld der Kunden abgesehen.
- Arbeitslose Personen sind Schmarotzer und faul.
- Der Staat verschwendet sinnlos Steuergelder der Bürger.
- Übergewichtige Personen haben zu viel Gewicht, weil sie zu viel essen und bewegungsfaul sind.

## Merkmale
Das Vorurteil wird durch folgende Merkmale charakterisiert:
1. Es ist ein voreiliges Urteil, also ein Urteil, das überhaupt nicht oder nur sehr ungenügend durch Realitätsgehalt, Reflexionen
2. Es ist meist ein generalisierendes Urteil, d. h., es bezieht sich nicht nur auf einen Einzelfall, sondern auf viele Urteilsgegenstände.
3. Es hat häufig den stereotypen Charakter eines Klischees und wird vorgetragen, als sei es selbstverständlich oder zumindest unwiderlegbar.
4. Es enthält neben beschreibenden oder theoretisch erklärenden Aussagen direkt oder indirekt auch richtende Bewertungen von Menschen, Gruppen oder Sachverhalten.
5. Es unterscheidet sich von einem Urteil durch die starre Verallgemeinerung.

Bei der Fehlerhaftigkeit geht es weniger darum, ob der Inhalt des Vorurteils empirisch – also aufgrund der eigenen Lebenserfahrung – mit der Realität übereinstimmt oder nicht. Vielmehr ist die Generalisierung von Bedeutung: Ich lehne eine Person (oder mehrere) nur aufgrund deren Gruppenzugehörigkeit ab. Die Gruppe kann zwar „im Mittel“ bestimmte Eigenschaften aufweisen, jedoch betrifft dies kaum alle Mitglieder dieser Gruppe („ökologischer Fehlschluss“).

## Ursachen

### Soziale Ursachen
Soziale Ungleichheit: Aus dem ökonomischen Verhältnis zweier Gruppen lassen sich deren Stereotype gegeneinander vorhersagen. Oftmals dienen Vorurteile dazu, bestehende Ungleichheiten zu rationalisieren, d. h., sie werden aus scheinbar naturgegebenen Unterschieden hergeleitet.
Ein Experiment von Hoffmann und Hurst demonstriert dies: Versuchspersonen wurden gebeten, sich einen fremden Planeten vorzustellen. Auf diesem existierten zwei Arten von Lebewesen, „Ackmanians“ und „Orinthians“. Es gab zwei mögliche Berufe, die ausgeübt wurden, Arbeiter oder Kindererzieher. Den Probanden wurden nun Kurzbeschreibungen von je 15 Ackmanians und Orinthians vorgelegt, in denen jedes Lebewesen mit einer individuellen positiven und einer gemeinnützigen Eigenschaft beschrieben wurden. Zudem wurde vermerkt, wer Arbeiter und wer Erzieher war. Für eine Gruppe von Versuchspersonen war die Mehrheit der Ackmanians Arbeiter und die Mehrheit der Orinthians Erzieher, für die andere Gruppe dagegen umgekehrt. Danach sollten die Probanden beide Lebewesenarten beschreiben. Die Gruppe, bei der die Mehrheit der Ackmanians Arbeiter und die Minderheit Erzieher waren, beschrieben Ackmanians als „kompetenter, kräftiger, technisch begabter“ und Orinthians als „wärmer, häuslicher, emotionaler“. Die andere Gruppe urteilte genau umgekehrt. Fazit: Obwohl die Charakterisierung der beiden Arten für alle Lebewesen gleich war, wurden die bestehenden Ungleichheiten in den Rollen dafür verwendet, um fälschlicherweise auf Persönlichkeitseigenschaften zu schließen.
Selbsterfüllende Prophezeiung: Eine selbsterfüllende Prophezeiung ist ein Prozess, bei dem die erkennbar gewordenen Erwartungen anderer Menschen von einer Person dazu führen, dass sich diese entsprechend den Erwartungen verhält.
In einem Experiment von Word u. a. wurden Bewerbungsgespräche weißer Bewerbungsleiter von den Versuchsleitern beobachtet. Waren die Bewerber farbig, saßen sie bei den Gesprächen weiter entfernt vom Bewerbungsführer, zudem versprach sich dieser öfter und beendete die Gespräche ca. 25 % eher als bei weißen Applikanten. In einer zweiten Phase des Experiments wurde der echte weiße Bewerbungsleiter durch einen Schauspieler ersetzt. Dieser wurde angewiesen, sich gegenüber weißen Bewerbern in genau der gleichen Weise zu verhalten, wie sich der echte Leiter vorher gegenüber Farbigen verhalten hatte. Das Ergebnis war, dass die weißen Bewerber verstärkt Unsicherheit und Ängstlichkeit im Verhalten zeigten. Das beweist, dass Vorurteile gegen Menschen auch dazu führen können, dass sich diese ungewollt entsprechend den Vorurteilen verhalten.
Gruppendruck: Vorurteile werden aufgrund eines wahrgenommenen Gruppendrucks akzeptiert, so werden sie auch leichter übernommen (Siehe auch: Konformität).
Erhöhung des eigenen Status: Personen mit niedrigem sozialem Status weisen in Umfragen stärkere Vorurteile auf, was aber auch daran liegen kann, dass sie solche Fragen ehrlicher beantworten.

### Emotionale Ursachen
Sündenbocksuche: Die Sündenbocktheorie besagt, dass sich Vorurteile gegen Ersatzobjekte oder -personen richten, wenn die wahren Ursachen der Frustration entweder unbekannt oder nicht erreichbar sind. So beobachtete man in Kanada, dass Vorurteile gegenüber Immigranten mit der Arbeitslosenquote stiegen und fielen.
Theorie der sozialen Identität: Diese Theorie von Tajfel und Turner beruht auf der Identifikation eines Akteurs mit einer (seiner) Gruppe. Diese macht dann einen wichtigen Teil seines Selbstkonzeptes aus. Das Selbstwertgefühl speist sich dann nicht nur aus persönlicher Leistung („Genugtuung“), sondern es wird auch durch Gruppenleistungen sowie den Ingroup Bias angereichert. Man entwickelt somit ein Vorurteil über sich selbst.
Ingroup Bias: Diese Eigengruppen-Verzerrung („Eigengruppenfehler“) bezeichnet die Tendenz, die eigene Gruppe zu bevorzugen und die Nichtmitglieder zu benachteiligen. In einem experimentellen Paradigma werden Versuchspersonen per Zufallsentscheid in zwei Gruppen eingeteilt, also willkürlich eine Ingroup (Eigengruppe) und eine Outgroup (Fremdgruppe) erzeugt. Sollen die Versuchspersonen später in einem Scheinexperiment der Eigen- oder der Fremdgruppe Geld zuteilen, wird der Eigengruppe deutlich mehr Geld zugewiesen. Jedoch zielt die Verteilungsstrategie nicht auf maximalen Gewinn der Eigengruppe, sondern auf maximalen Unterschied zur Fremdgruppe.
Wirtschaftliche Bedrohung: Personen aus dem Arbeiter-Milieu werden oft dargestellt, als hätten sie verstärkt Vorurteile gegenüber Einwanderern und ethnischen Minderheiten. Dies ist jedoch eine Funktion der wahrgenommenen wirtschaftlichen Bedrohung. So bringen hoch ausgebildete Menschen ebenfalls Vorurteile gegenüber diesen Gruppen zum Ausdruck, sobald diese als hochgebildet beschrieben und daher als eine wirtschaftliche Bedrohung wahrgenommen werden.

### Kognitive Ursachen
Kategorisierung: Der Mensch sortiert die mannigfaltigen Dinge der Wahrnehmung unwillkürlich in Kategorien ein. Dafür gibt es verschiedene Erklärungen, z. B., dass dieses Verhalten uns hilft, Zusammenhänge zu erkennen, die Welt zu ordnen, kognitive Belastung zu reduzieren und Handlungsplanung zu vereinfachen (Komplexitätsreduktion). Eine systematische Analyse solcher Kategorisierungen, die individuell unterschiedlich ausgeprägt sind, bietet das Konzept der Impliziten Persönlichkeitstheorie.
Fokussierung: Wir tendieren dazu, Menschen nach ihren salientesten, d. h. auffälligsten Merkmalen wahrzunehmen. Wenn z. B. jemand ein bekannter CDU-Politiker oder Extremsportler ist, so nehmen wir ihn v. a. als „CDUler“, „Fallschirmspringer“ usw. wahr und würden in einer Beschreibung der Person diese Eigenschaften als wichtigste nennen. Siehe auch Ankerheuristik und Halo-Effekt.
In einer Untersuchung beobachteten Versuchspersonen einen Mann in einer Videoaufnahme. Wurde ihnen vorab die Information gegeben, es handele sich um einen „Krebspatienten“ oder einen „Homosexuellen“, dann beobachteten die Personen ihn schärfer auf diese Zuschreibung hin und meinten, bestimmte Verhaltensweisen, die die angebliche Eigenschaft widerspiegelten, zu erkennen.
Gerechte-Welt-Phänomen: Wird eine Person vor einem Beobachter Augen zum Opfer, dann entsteht in den meisten Fällen bei diesem ein Gefühl des Unbehagens. Diese aversive Emotion kann auf zwei Arten reduziert werden: Entweder wir dem Opfer geholfen, oder es wird herabgesetzt („Er hat sich selbst in diese Lage gebracht und hat es somit verdient!“). Bleibt die Hilfsmöglichkeit ausgeschlossen, so tendieren Personen dazu, das Opfer abzuwerten: Versuchspersonen beobachteten, wie einer hilflosen Person (in Wahrheit ein Schauspieler) Schocks verabreicht wurden. In einem Versuchsablauf durften die Probanden das Opfer danach belohnen (mit Lob, Süßigkeiten, Geld). In diesem Versuchsablauf fand die Mehrzahl von ihnen das Opfer sympathisch. Im zweiten Versuchsablauf konnten die Versuchspersonen das Opfer in keiner Weise für die Schocks entschädigen und mussten hilflos ansehen, wie die Person geschockt wurde. In dieser Gruppe gab die Mehrzahl der Probanden an, das Opfer unsympathisch zu finden. Es wurde also abgewertet.

## Folgen von Vorurteilen
Die Menschen, die das Ziel von Vorurteilen sind, erleiden zahlreiche Nachteile, besonders wenn sie zu einer Minderheit gehören. Zusätzlich zu den schon genannten Folgen wie Feindseligkeit, Ausgrenzung, Diskriminierung usw. können sie unter der Angst leiden, dem Vorurteil gegen ihre Gruppe tatsächlich zu entsprechen (s. Bedrohung durch Stereotype).
Die negativen Folgen für das Selbstwertgefühl der Opfer von Vorurteilen können auch subtiler sein. So spielen afroamerikanische Kinder lieber mit weißen als mit schwarzen Puppen. Studentinnen bewerteten in den 1960er Jahren einen wissenschaftlichen Artikel besser, wenn sie glauben, der Autor sei ein Mann.

## Wandel von Vorurteilen

### Stabilität
Die kognitive Komponente widersetzt sich mithilfe von schemageleiteter, einseitig auf den Erhalt des Vorurteils gerichteter Informationsverarbeitung, also durch selektive Aufmerksamkeit, Gedächtniseinspeicherung und -abruf. Aufmerksamkeit wecken zum Beispiel nur Nachrichtenquellen, die die eigene Meinung bestätigen. Neue Informationen, die einer Einstellung widersprechen, erzeugen Kognitive Dissonanz. Man müsste zugeben, dass man sich die ganze Zeit geirrt hatte. Zur Abwehr dieses Unbehagens wird die neue Information abgewertet, indem sie zum Beispiel als Ausnahme angesehen wird („Ausnahmen bestätigen die Regel“). Werbung und politische Propaganda zielen oft auf Erzeugung, Erhalt und Steigerung von Vorurteilen. Dabei bedienen sie sich auch sprachlicher Hilfsmittel. Beispiel aus dem ehemals nationalsozialistischen Deutschland: „Deutsche“ Unternehmer vertraten das „schaffende“ Kapital, „jüdische“ hingegen das „raffende“. Einer hartnäckigen Weitergabe von Vorurteilen, nicht nur offen ausgesprochener, sondern auch verborgener, sublimer Art, sieht sich besonders der Handel ausgesetzt. Die „Tradition der Vorurteile“ (Schenk) gegenüber den (verkannten) Leistungen und Funktionen der Handelsbetriebe reicht von antiken griechischen Denkern über die römische Kirchenlehre (Patristik) und den sog. wissenschaftlichen Sozialismus bis hin zum neuzeitlichen Bereicherungs- und Manipulationsverdacht.

### Überwindung
Die wichtigste Voraussetzung für den Abbau von Vorurteilen ist der Kontakt mit der Fremdgruppe, was aber, wie Şerifs Ferienlager-Experiment zeigte, nur funktioniert, wenn weitere Bedingungen erfüllt sind:
1. wechselseitige Abhängigkeit der Beteiligten[13]
2. gemeinsame Ziele[14]
3. gleicher Status; ungleiche Machtverhältnisse führen leicht zu stereotypem Verhalten[15]
4. eine freundliche Umgebung, die Interaktionen zwischen den Gruppen erleichtert; Kontakt ohne Interaktion kann Vorurteile verschlimmern[16]
5. Kontakt mit mehreren Mitgliedern der Fremdgruppe; zu wenige Kontakte könnten als „Ausnahmen“ heruntergespielt werden[17]
6. Gleichberechtigung als soziale Norm beschleunigt den Prozess.[18]

Auch Allport empfiehlt, Vorurteile gegenüber Personen durch gemeinsame Tätigkeiten zu überwinden, ein Ansatz, der von Elliot Aronsons Gruppenpuzzle-Verfahren aufgegriffen wurde. Nach Allports Ansicht reicht es nicht, nur Informationen über die betreffende Person einzuholen, da Vorurteile stärker als „Voreingenommenheit“ seien. Soziologisch ist zwar zu bestätigen, dass, je häufiger die Interaktion ist, desto stärker auch die Emotion sei (George Caspar Homans), und dies kann bedeuten, dass Zuneigung intensiver wird – aber eben auch Abneigung.
Negativen Stereotypen, die auf falschen Informationen beruhen, kann Aufklärung entgegenwirken.
Inzwischen gibt es für Einzelpersonen und verschiedene Gruppen Anti-Bias-Trainings, die gezielt Vorurteile abbauen wollen.

## Moderne Vorurteile
Als Folge der Bemühungen um Politische Korrektheit werden heute viel weniger Vorurteile öffentlich geäußert. Untersucht man jedoch das Verhalten oder unwillkürliche Reaktionen (zum Beispiel mit der Bogus-Pipeline-Technik), so zeigt sich, dass viele für überwunden gehaltene Vorurteile weiter bestehen und den Trägern entweder unbewusst sind (implizite Vorurteile), oder nur in vertrauter Runde geäußert werden.